# Sopa asesina
Killer Soup es una serie de televisión india de suspenso y comedia negra hablada en hindi de Netflix . La serie se estrenó el 11 de enero de 2024 en Netflix.  Está coescrito por Abhishek Chaubey junto con Harshad Nalawade, Anant Tripathi & Unaiza Merchant y dirigido por Abhishek Chaubey . Está protagonizada por Konkona Sen Sharma y Manoj Bajpayee en los papeles principales.  Anteriormente se tituló "Sopa".  La serie está disponible para transmisión en Netflix .  se basa libremente en el caso de 2017 en Teleghana.

## Trama
En la estación de montaña ficticia de Mainjur, Tamil Nadu,  una aspirante, pero sin talento, enfermera convertida en chef a domicilio, Swathi Shetty, conspira para reemplazar a su marido, Prabhakar Shetty, con su amante y doppleganger de Prabhakar, Umesh Pillai.  

## Elenco
- Konkona Sen Sharma como Swathi Shetty
- Manoj Bajpayee en un doble papel como Prabhakar "Prabhu" Shetty, el marido de Swathi y Umesh Pillai, el amante de Swathi.
- Nassar como el inspector Hassan
- Sayaji Shinde como Arvind Shetty, el hermano mayor de Prabhakar.
- Anula Navlekar como Apeksha "Appu" Shetty, hija de Arvind y sobrina de Prabhu
- Lal como Charles Lucas, guardaespaldas de Arvia.
- Rajeev Ravindranathan como DSP Udaya Reddy
- Kani Kusruti como Kirtima Kadathanathan
- Shilpa Mudbi como jefe de policía Asha Ritu [7]
- Anbuthasan como ASI Thupalli
- Vaishali Bisht como Khansama
- Mallika Prasad Sinha como Zubeida
- Bagavathi Perumal como el detective privado Kiran Nadar
- Raja PRS como el agente de policía Binny

## Recepción
Saibal Chatterjee de NDTV dio cuatro estrellas de cinco y dijo que Killer Soup es una comedia de investigación y crimen escrita inteligentemente que se caracteriza por una escritura astuta y una interpretación impecable. Es ingenioso, astuto e increíblemente divertido.  Dhaval Roy de The Times of India también otorgó 4 estrellas sobre 5 y escribió una reseña, en donde menciona que Killer Soup es un thriller de humor negro con sutilezas y complejidades. Añade, además, que la receta de Abhishek Chaubey es tan sorprendente que la devorarás de una sola vez.  Lachmi Deb Roy escribe en Firstpost la mejor comedia deliciosamente oscura. Intrigante y divertida con la cantidad justa de picante, Killer Soup de Konkona Sen Sharma y Manoj Bajpayee es justo lo que el público desearía durante el frío mes de enero.  Zinia Bandyopadhyay escribe en su reseña en India Today Los intérpretes hacen sus papeles casi bien. Como policía, Nasser destacó. La exquisita cinematografía del programa es un elemento que merece discusión. La historia adquiere mucha profundidad gracias a las vistas de cerca de cámara. 
Shubhra Gupta de The Indian Express dio 2 estrellas de 5 y dijo en su reseña que se supone que una "comedia" negra es divertida y te hace reír a pesar de uno mismo, pero estaba esperando que los chistes comenzaran aquí. Y seguí esperando las sorpresas.  Sukanya Verma de rediff.com también le dio 2 estrellas y lo criticó y dijo: Cuando los gráficos inteligentes y extraños de Killer Soup pierden su impacto, la dificultad de mantener el flujo es evidente a medida que las historias se vuelven demasiado complicadas. 